# 闇川橋梁

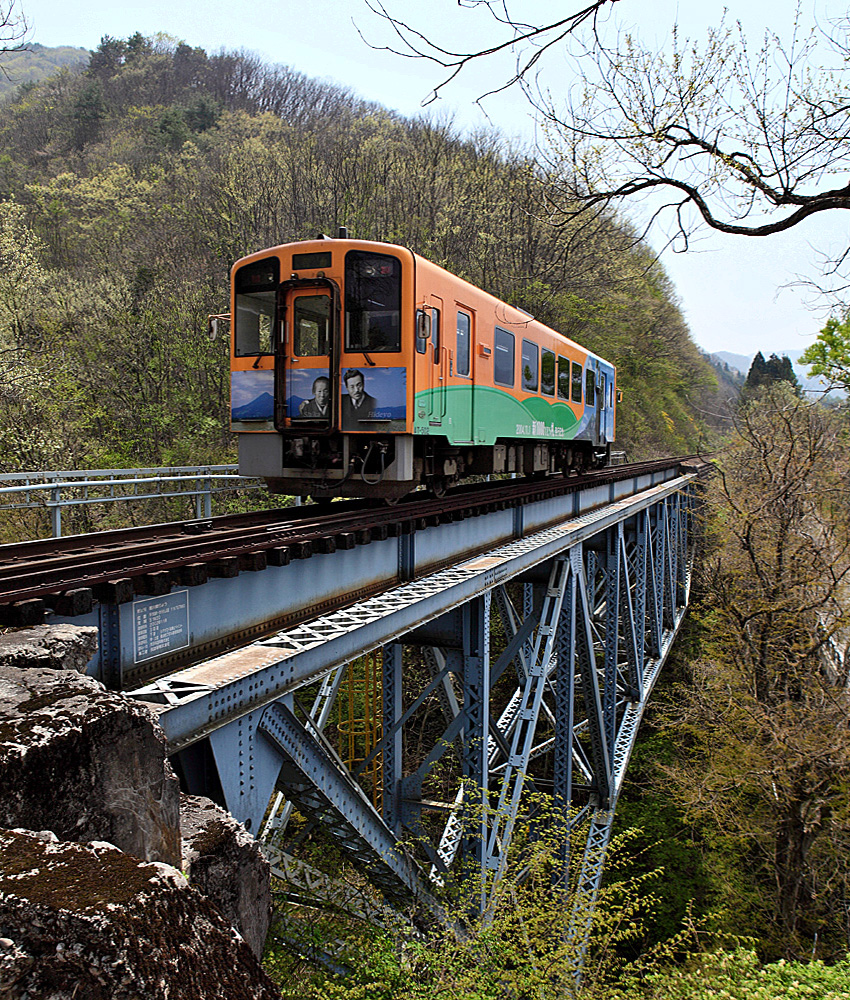
闇川橋梁を渡る会津鉄道AT-500形気動車。

闇川橋梁（くらかわきょうりょう）は、福島県会津若松市の闇川に架かる会津鉄道会津線の鉄道橋である。

## 概要
国鉄会津線（現・会津鉄道会津線）の上三寄駅（現芦ノ牧温泉駅） - 湯野上駅（現湯野上温泉駅）間の延伸工事に伴って、1932年（昭和7年）に完成した。上三寄駅 - 舟子信号場（現大川ダム公園駅）間の阿賀川（大川）支流である闇川に架かる全長51mの橋梁である（外部リンク参照）。
闇川は深い峡谷であり、中央に足場が作れなかったため、端部にカウンターウエイトを吊した跳ね出し桁をアンカーとして、カンチレバー式架設工法（張出し式架設工法）で架設した。

## 構造
単線2径間連続上路式曲弦プラットトラス（跳ね出し桁付）の形式であり、横河橋梁製作所（現横河ブリッジ）製である。

## 周辺
- 会津若松市道（旧国道121号）
- 闇川橋
- 阿賀川（大川）
- 小谷砂防ダム
- 福島県企業局小谷発電所
- 国道121号
- 国道118号（国道121号と共用）
- 小谷橋

## その他
阿賀川（大川）と闇川の合流地点にある、本橋梁、旧国道121号の闇川橋（鋼製アーチ橋）、小谷砂防ダムを組み合わせた景観が素晴らしく、蒸気機関車(SL)牽引列車が運行されていた当時には鉄道ファンやカメラマンの有名撮影ポイントとなっていた。